# David Bache
David Ernest Bache (né le 14 juin 1925 à Mannheim et décédé le 26 novembre 1994) est un designer automobile britannique d'origine allemande. Il effectue la majeure partie de sa carrière au sein de Rover. 

## Biographie
David Bache est le fils de Joe Bache, ancien footballeur anglais ayant notamment joué à Aston Villa et en équipe d'Angleterre. Ce dernier était entraineur du club de Mannheim, en Allemagne, à l'époque de la naissance de David Bache.  
À la fin de la Seconde Guerre mondiale, David Bache rejoint l'entreprise Austin en tant qu'apprenti ingénieur. Une fois son apprentissage terminé, il exerce au bureau d'études d'Austin. 

## Réalisations
David Bache entre chez Rover en 1954 et en devient le premier designer,. Sa première réalisation concerne le restyling de la Rover P4, notamment la nouvelle calandre ayant fait disparaître le phare central ayant valu à la voiture le surnom de « cyclope » ; il enchaine ensuite avec une remise à niveau stylistique du Land Rover. En 1955, influencé par la Citroën DS et la dernière Facel Vega, il élabore un design osé pour la future P5, ce qui déplait fortement à Spencer Wilks, le directeur de la marque, pour qui une Rover n'a pas vocation à « faire tourner les têtes », conformément à la philosophie discrète et bourgeoise de la marque. Il revoit donc sa copie et la P5 sort en 1958. Il s'agit de sa première réalisation majeure, suivie en 1962 de la version dite coupé du modèle. Le véhicule resta pratiquement inchangé pendant les 15 ans de sa production,,.
Les décennies suivantes sont celles de la consécration. La P6, sortie en 1963, remporte le premier trophée de Voiture de l'année et redynamise l'image de marque du constructeur jusqu'alors perçue comme quelque peu ringarde. En 1970, il supervise le design du nouveau Range Rover avant de dessiner la Rover SD1 en 1976. Novatrice par son hayon dans cette catégorie de véhicule, inspirée des lignes de la Ferrari 365 Daytona, celle-ci obtient à son tour le titre de voiture de l'année,.
Devenu entre-temps, en 1975, directeur du design de British Leyland, il supervise l'ensemble des créations du groupe dont les projets Rover P8 de grande berline et P6BS de voiture de sport, projets avortés sur l'insistance de Jaguar. Il quitte le groupe anglais en 1981 à la suite de désaccords avec la direction dans la gestion des programmes Austin Maestro et Montego. L'année suivante, il crée alors son propre studio de design, David Bache Associates,  qu'il fait vivre jusqu'à son décès en 1994.

## Galerie

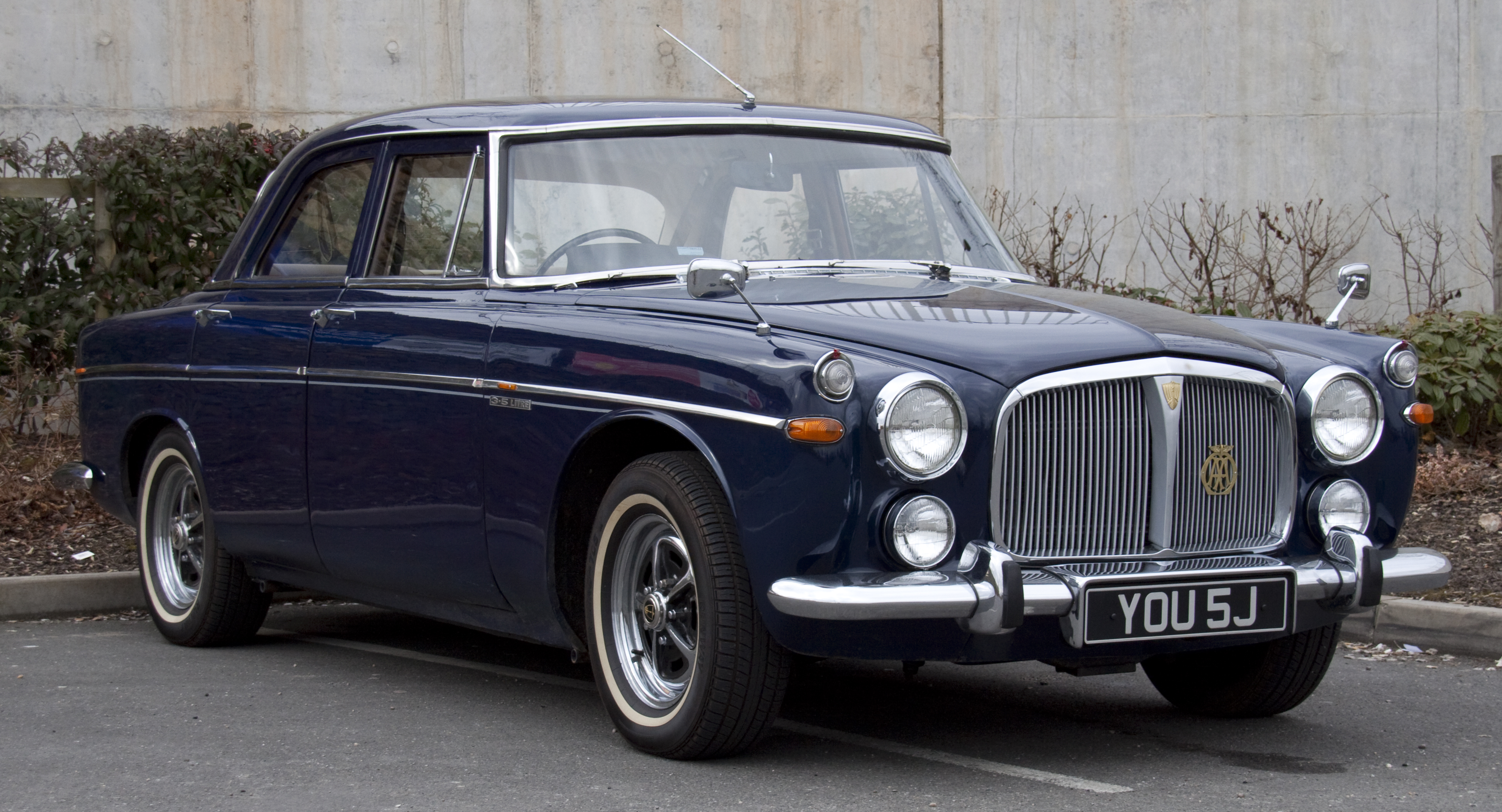
Une Rover P5.
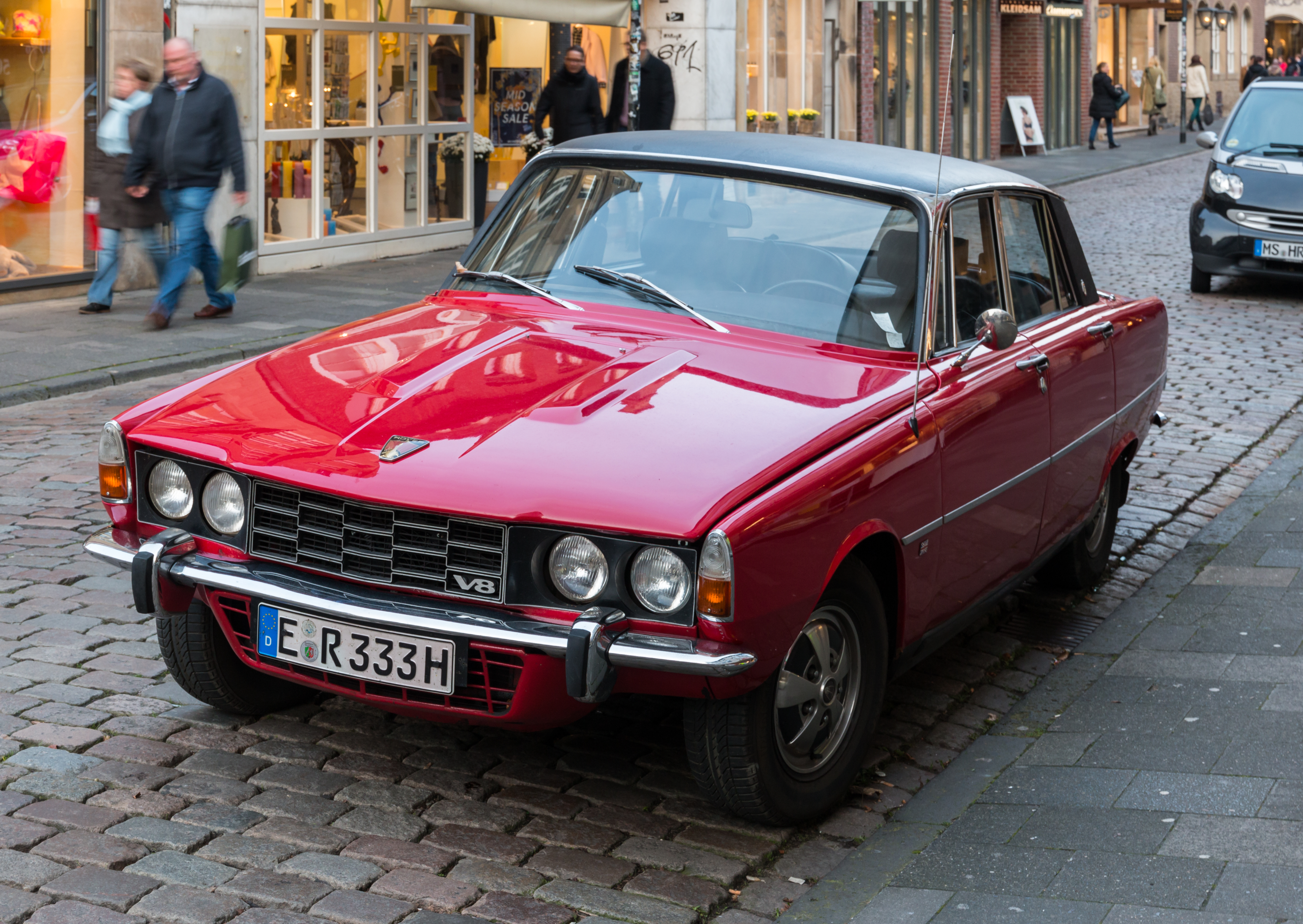
Une Rover P6.
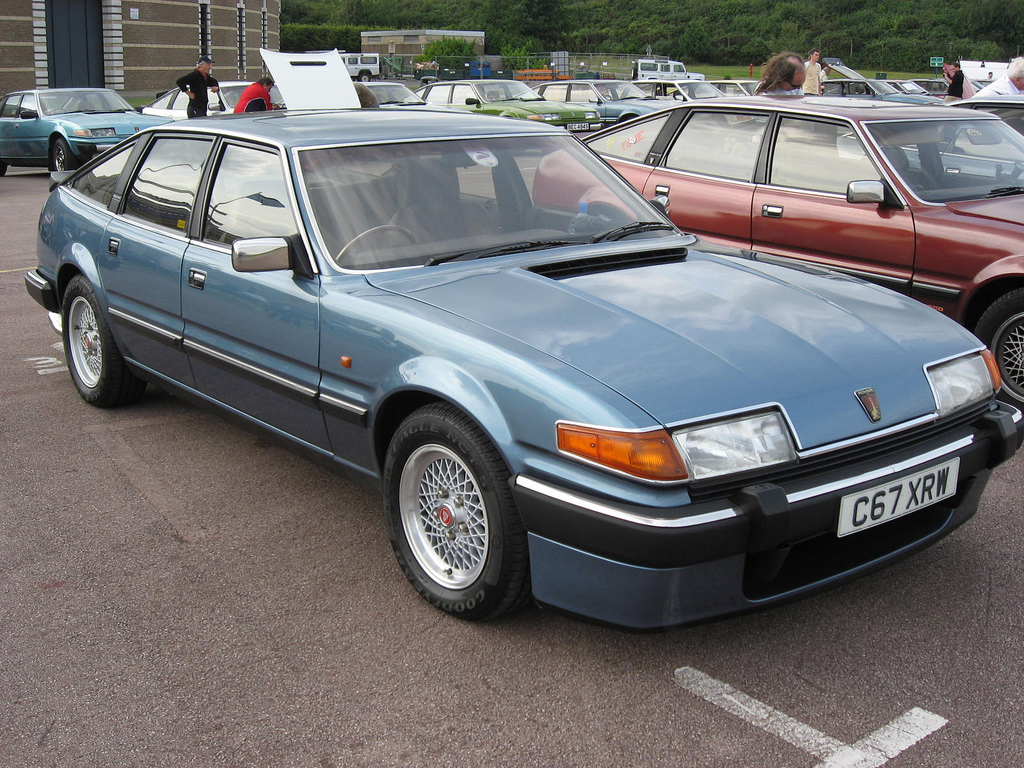
Une Rover SD1.